# Proichthydium coronatum
Proichthydium coronatum is een buikharige uit de familie Proichthydiidae. Het dier komt uit het geslacht Proichthydium. Proichthydium coronatum werd in 1918 voor het eerst wetenschappelijk beschreven door Cordero. 